# Michał Pietrzak (zawodnik MMA)
Michał Pietrzak (ur. 2 lutego 1988 w Poznaniu) – polski zapaśnik, zawodnik brazylijskiego jiu-jitsu i MMA. Złoty medalista Mistrzostw Polski w zapasach w stylu klasycznym z 2014 oraz srebrny z 2013. Finalista programu reality-show „MMAster”. Walczył dla takich organizacji jak m.in. Babilon MMA, KSW czy FEN.

## Kariera MMA

### Wczesna kariera
Zawodowo w mieszanych sztukach walki zadebiutował 26 stycznia 2013 roku, przegrywając wówczas z Sylwestrem Borysem podczas finału turnieju programu typu reality-show „MMAster”.
Drugi swój pojedynek odbył na gali PLMMA 28 w Bieżuniu, zwyciężając z Dawidem Januszewskim po jednogłośnej decyzji sędziowskiej.
Następny pojedynek stoczył na gali Night of Champions 6, pokonując przez poddanie (duszenie gilotynowe) w drugiej rundzie Marcina Kostrubieca.
13 września 2014 przegrał po wyrównanej walce i większościowym werdykcie na korzyść Andrzeja Grzebyka.
Kolejne trzy pojedynki zwyciężył, pokonując kolejno – Mazvydasa Pieza,  Aleksandra Bojko oraz Nikitę Mularczuka.
3 marca 2018 na gali Soul FC 5 – The New Beginning w Opolu, przegrał przez nokaut z Szymonem Duszą.

### Babilon MMA
8 czerwca 2018 podczas gali Babilon MMA 4: Kołecki vs. Cuk, która odbyła się w Ełku, pokonał na pełnym dystansie decyzją jednogłośną Adama Biegańskiego.
25 stycznia 2019 w Żyrardowie na gali Babilon MMA 7: Kita vs. Głuchowski trafił rywala w parterze kolanem na żebra, po tej akcji Litwin odklepał w matę, Pietrzak jednak przed tym zdążył jeszcze zadać jeden cios, po którym sędzia przerwał to starcie.
31 maja 2019 podczas gali Babilon MMA 8: Babilon Fight Night 1 organizowanej w Pruszkowie, pokonał pewnie na punkty Adriana Błeszyńskiego.

### KSW
We wrześniu niespodziewanie na 3 dni przed galą KSW 50: London wskoczył do walki z mistrzem KSW w wadze półśredniej Roberto Soldiciem. Początkowo Chorwat miał zmierzyć się z Patrikiem Kinclem o swoje trofeum, jednak kontuzja Czecha pokrzyżowała te plany. Ostatecznie walka pomiędzy Pietrzakiem a Soldiciem odbyła się w umownym limicie do -80 kg. Pojedynek po trzech rundach zwyciężył Soldić, jednak Pietrzak pokazał się z dobrej strony w pojedynku z mistrzem.
11 lipca 2020 stoczył drugi pojedynek dla polskiego giganta. Podczas gali KSW 53: Reborn w Warszawie, znokautował byłego mistrz PLMMA oraz Gladiator Areny w wadze półśredniej, Kamila Szmuszowskiego. Za swój widowiskowy nokaut został nagrodzony bonusem finansowym.
20 marca 2021 na KSW 59: Fight Code stoczył swój kolejny pojedynek, mierząc się z byłym pretendentem do pasa mistrzowskiego KSW, Krystianem Kaszubowskim. Bilską walkę po trzech rundach niejednogłośnie zwyciężył Pietrzak.
23 października 2021 na gali KSW 64: Przybysz vs. Santos w łódzkiej Atlas Arenie, zremisował swój pojedynek z Szamilem Musajewem. Jeden z sędziów punktował 29-27 dla Musajewa, dwaj pozostali jednak 28-28.
Jak podawały doniesienia medialne 19 marca 2022 podczas gali KSW 68: Parnasse vs. Rutkowski w Radomiu, miał stoczyć rewanżowy pojedynek z Szamilem Musajewem, jednak w związku z inwazją Rosji na Ukrainę, organizacja KSW podjęła decyzję o odwołaniu występu rosyjskiego zawodnika. Oficjalnie występ Pietrzaka został ogłoszony 1 marca 2022. Sześć dni później federacja KSW ogłosiła, że ostatecznie Pietrzak w drugiej głównej walce wieczoru zmierzy się z Tomaszem Romanowskim. Walkę w Radomiu po trzech rundach jednogłośną decyzją sędziowską zwyciężył Romanowski.
23 lipca 2022 na wydarzeniu KSW 72: Romanowski vs. Grzebyk w Kielcach, przegrał przez techniczny nokaut w pierwszej rundzie z Brianem Hooiem, po tym jak Holender znokdaunował Pietrzaka ciosem z lewej ręki, a następnie rozbił łokciami w parterze półprzytomnego „Zgniatacza”. Pojedynek został wyróżniony przez federację bonusem za najlepszą walkę wieczoru tej gali.
Na gali XTB KSW 85: Parnasse vs. Ruchała, która odbyła się 19 sierpnia 2023 w Nowym Sączu, zmierzył się z Marcinem Krakowiakiem. Po pierwszej wygranej rundzie przegrał następną, zaś w trzeciej mimo minimalnej przewagi przez większość czasu tej odsłony ostatecznie przegrał ją także, po tym jak otrzymał od rywala na kilka sekund przed końcem walki znaczący nokdaun - cios prawy prosty, który dostrzegli dwaj sędziowie punktujący i zapisali rundę na korzyść rywala. Pojedynek zakończył się niejednogłośną decyzją na konto Krakowiaka w stosunku dwa razy 29-28 i raz na konto Pietrzaka 29-28.

### Powrót do Babilon MMA i FEN
Pod koniec stycznia 2024 roku, ogłoszono, że Pietrzak kolejną swoją walkę stoczy dla poprzedniej organizacji – Babilon MMA. 23 marca 2024 w Jaworznie podczas gali Babilon MMA 44 jego przeciwnikiem był Francuz, Joël Kouadja. Wygrał pojedynek zapaśniczą dominacją, punktując rywala jednogłośnie na kartach punktowych, tym samym powracając na zwycięską ścieżkę. Pierwotnie „The Crusher” miał zawalczyć z Borysem Borkowskim, jednak ten wypadł z powodu kontuzji.
Na początku czerwca 2024 roku ogłoszono, że Pietrzak na tydzień przed galą FEN 55, która odbyła się 15 dnia tego samego miesiąca w Ostródzie, zastąpi zawodnika z Bahrajnu, Magomieda Magomiedowa i zawalczy o pas mistrza organizacji Fight Exclusive Night w kategorii półśredniej z Mansurem Abdurzakowem. W pierwszej rundzie został poddany duszeniem trójkątnym nogami.
W drugiej walce dla organizacji FEN, stoczył pojedynek w wadze średniej z powracającym do walk Michałem Bobrowskim. Do konfrontacji zawodników doszło podczas wydarzenia FEN 58, które odbyło się 1 marca 2025 w Częstochowie. Pietrzak zwyciężył po bliskiej walce niejednogłośnie na kartach punktowych, tym samym zadając rywalowi pierwszą zawodową porażkę.
Na początku czerwca 2025 roku, ogłoszono, że Pietrzak wejdzie na zastępstwo za Tomasza Ostrowskiego i zawalczy 21 czerwca 2025 na gali FEN 59 w Lubinie z Mateuszem Janurem. Stawką starcia był tymczasowy pas mistrza FEN w kategorii średniej. W pierwszej rundzie został poddany duszeniem gilotynowym.

## Osiągnięcia

### Brazylijskie jiu-jitsu
- 2012: II Mistrzostwa Polski No-Gi – II miejsce, kat. 85,49, niebieskie pasy (Luboń)[41].
- 2012: II Puchar Polski NO-GI CBJJ RULES – I miejsce, kat. 85,49 kg (Luboń)[41].
- 2014: IV Mistrzostwa Polski No-Gi – I miejsce kat. 85,49 kg, purpurowe pasy (Luboń)[42]
- 2016: VI Mistrzostwa Polski No-Gi jiu jjtsu – II miejsce kat. 91,5 kg, brązowe pasy[43][44]
- 2017: VII Mistrzostw Polski NO-GI – II miejsce kat. -85,5kg, brązowe pasy (Luboń)[45]

### Zapasy[46]
- 2009: Mł. M-stwa Polski w zapasach w stylu klasycznym – II miejsce kat. 84 kg (Poznań)
- 2009: Mł. M-stwa Polski w zapasach w stylu wolnym – III miejsce kat. 84 (Krotoszyn)
- 2011: Mł. M-stwa Polski w zapasach w stylu klasycznym – II miejsce kat. 84 kg (Poznań)
- 2011: II Puchar Polski w zapasach w stylu klasycznym – II miejsce kat. 84 kg (Warszawa)
- 2012: I Puchar Polski w zapasach w stylu klasycznym – III miejsce kat. 84 kg (Racibórz)
- 2013: 83 Mistrzostwa Polski Seniorów w zapasach w stylu klasycznym – II miejsce kat. 84 kg (Kostrzyn nad Odrą)[47]
- 2014: 84 Mistrzostwa Polski w zapasach w stylu klasycznym – I miejsce kat. 85 kg (Solec Kujawski)[48].
- 2014: I Puchar Polski w zapasach w stylu klasycznym – II miejsce kat. 80 kg (Racibórz)
- 2015: I Puchar Polski w zapasach w stylu klasycznym – III miejsce kat. 80 kg (Racibórz)
- 2016: I Puchar Polski w zapasach w stylu klasycznym – III miejsce kat. 85 kg (Racibórz)
- 2017: Otwarte Mistrzostwa Miasta Krajowej Ligi Zapaśniczej – nagroda za najlepszą walkę (Poznań)[49]
- 2017: Gala podsumowująca pierwszy sezon Krajowej Ligi Zapaśniczej – nagroda Putlas w kategorii "Walka sezonu" (Warszawa)[50]
- 2018: I Puchar Polski w zapasach w stylu klasycznym – III miejsce kat. 87 kg (Racibórz)

### Mieszane sztuki walki
- 2012: Mistrzostwa Świata MMA Grappling FILA – III miejsce, 85,49 kg, purpurowe pasy (Skała)[41][51]
- 2012: Amatorskie Mistrzostwa Polski MMA Grappling FILA – I miejsce, kat. 84 kg (Poznań)[41]

- 2013: MMaster – Finalista programu[52].

## Lista walk zawodowych MMA
| Wynik     | Bilans | Przeciwnik (bilans przed walką) | Rozstrzygnięcie                        | Runda | Czas | Gala                                   | Data       | Miejsce      | Uwagi                                                                  |
| --------- | ------ | ------------------------------- | -------------------------------------- | ----- | ---- | -------------------------------------- | ---------- | ------------ | ---------------------------------------------------------------------- |
| Przegrana | 12-9-1 | Mateusz Janur (9-6)             | Poddanie (duszenie gilotynowe)         | 1     | 1:40 | FEN 59: Rzepecki vs. Duński            | 21.06.2025 | Lubin        | Walka o tymczasowy pas mistrzowski FEN w wadze średniej. Co-Main Event |
| Wygrana   | 12-8-1 | Michał Bobrowski (8-0)          | Decyzja (niejednogłośna)               | 3     | 5:00 | FEN 58: Bartnik vs. Jędraszczyk 2      | 01.03.2025 | Częstochowa  | Powrót do wagi średniej.                                               |
| Przegrana | 11-8-1 | Mansur Abdurzakow (10-4)        | Poddanie (duszenie trójkątne nogami)   | 1     | 4:35 | FEN 55: Abdurzakov vs. Pietrzak        | 15.06.2024 | Ostróda      | Walka o pas mistrzowski FEN w wadze półśredniej. Main Event            |
| Wygrana   | 11-7-1 | Joël Kouadja (7-11)             | Decyzja (jednogłośna)                  | 3     | 5:00 | Babilon MMA 44: Lamparski vs. Martinez | 23.03.2024 | Jaworzno     | Limit umowny do -80 kg. Co-Main Event                                  |
| Przegrana | 10-7-1 | Marcin Krakowiak (12-4)         | Decyzja (niejednogłośna)               | 3     | 5:00 | XTB KSW 85: Parnasse vs. Ruchała       | 19.08.2023 | Nowy Sącz    |                                                                        |
| Przegrana | 10-6-1 | Brian Hooi (17-8. 1NC)          | TKO (łokcie w parterze)                | 1     | 3:20 | KSW 72: Romanowski vs. Grzebyk         | 23.07.2022 | Kielce       | Bonus za walkę wieczoru.                                               |
| Przegrana | 10-5-1 | Tomasz Romanowski (14-8. 1NC)   | Decyzja (jednogłośna)                  | 3     | 5:00 | KSW 68: Parnasse vs. Rutkowski         | 19.03.2022 | Radom        | Limit umowny do -80 kg. Co-Main Event                                  |
| Remis     | 10-4-1 | Szamil Musajew (13-0)           | Remis (większościowy)                  | 3     | 5:00 | KSW 64: Przybysz vs. Santos            | 23.10.2021 | Łódź         |                                                                        |
| Wygrana   | 10-4   | Krystian Kaszubowski (9-1)      | Decyzja (niejednogłośna)               | 3     | 5:00 | KSW 59: Fight Code                     | 20.03.2021 | Łódź         | Przejście do wagi półśredniej.                                         |
| Wygrana   | 9-4    | Kamil Szymuszowski (17-6)       | KO (prawy sierpowy i ciosy w parterze) | 1     | 0:56 | KSW 53: Reborn                         | 11.07.2020 | Warszawa     | Limit umowny do -80 kg. Bonus za nokaut wieczoru.                      |
| Przegrana | 8-4    | Roberto Soldić (16-3)           | Decyzja (jednogłośna)                  | 3     | 5:00 | KSW 50: London                         | 14.09.2019 | Londyn       | Limit umowny do -80 kg.                                                |
| Wygrana   | 8-3    | Adrian Błeszyński (7-2)         | Decyzja (jednogłośna)                  | 3     | 5:00 | Babilon MMA 8: Babilon Fight Night 1   | 31.05.2019 | Pruszków     |                                                                        |
| Wygrana   | 7-3    | Marius Bagdonas (6-7-1)         | TKO (kolano na żebra w parterze)       | 3     | 2:26 | Babilon MMA 7: Kita vs. Głuchowski     | 25.01.2019 | Żyrardów     |                                                                        |
| Wygrana   | 6-3    | Adam Biegański (5-0)            | Decyzja (jednogłośna)                  | 3     | 5:00 | Babilon MMA 4: Kołecki vs. Cuk         | 08.06.2018 | Ełk          |                                                                        |
| Przegrana | 5-3    | Szymon Dusza (5-3)              | KO (cios pięścią)                      | 2     | 3:32 | Soul FC 5 – The New Beginning          | 03.03.2018 | Opole        |                                                                        |
| Wygrana   | 5-2    | Nikita Mularczuk (0-0)          | Poddanie (duszenie von flue)           | 1     | 0:57 | Night of Champions 9                   | 16.04.2016 | Poznań       |                                                                        |
| Wygrana   | 4-2    | Aleksander Bojko (17-16)        | TKO (ciosy pięściami)                  | 2     | ?    | SWG 10 – Gold Edition                  | 12.03.2016 | Gostyń       | Main Event                                                             |
| Wygrana   | 3-2    | Mazvydas Pieza (3-5)            | Decyzja (jednogłośna)                  | 3     | 5:00 | XFS – Tarnowo Podgórne Fight Night     | 10.10.2015 | Tarnowo      | Main Event                                                             |
| Przegrana | 2-2    | Andrzej Grzebyk (7-2)           | Decyzja (większościowa)                | 3     | 5:00 | KOMMA 1: Klaczek vs. Furness           | 13.09.2014 | Konin        |                                                                        |
| Wygrana   | 2-1    | Marcin Kostrubiec (2-4)         | Poddanie (duszenie gilotynowe)         | 2     | 4:59 | Night of Champions 6                   | 19.04.2014 | Poznań       |                                                                        |
| Wygrana   | 1-1    | Dawid Januszewski (4-1)         | Decyzja (jednogłośna)                  | 3     | 5:00 | PLMMA 28 – Bieżuń                      | 15.02.2014 | Bieżuń       |                                                                        |
| Przegrana | 0-1    | Sylwester Borys (0-0)           | Decyzja (jednogłośna)                  | 3     | 5:00 | Soul FC – MMAster Finale               | 26.01.2013 | Zielona Góra | Finał programu MMAster w wadze średniej.                               |